# 藤村記念歴程賞
藤村記念歴程賞（とうそんきねんれきていしょう）は、文学賞の一つで、詩誌『歴程』が、島崎藤村を記念して創設したもの。詩集が中心だが、文芸評論も対象となるほか、冒険家をはじめ、装幀家・美術家・音楽家等が受賞したこともある。2017年から「歴程賞」に改称した。
対象は「詩、詩劇、詩に関する評論、翻訳。また、ポエジーを中核とした絵画、彫刻、建築、音楽、映画、その他も対象となることがある」と謳われている。このため、1975年の冒険家植村直己や1993年には美術家の岡本太郎の全業績に対して授賞、また2011年には、宇宙飛行士で日本科学未来館館長の毛利衛が日本宇宙フォ―ラム主任研究員山中勉との共同プロジェクトによる「宇宙連詩」で受賞した。

## 受賞作・受賞者
- 第1回（1963年）伊達得夫『詩人たち――ユリイカ抄』並びにその詩壇的功績
- 第2回（1964年）辻まこと『虫類図譜』
- 第3回（1965年）金子光晴詩集『IL』
- 第4回（1966年）安西冬衛の詩業
- 第5回（1967年）岩田宏『岩田宏詩集』
- 第6回（1968年）宗左近詩集『炎える母』
- 第7回（1969年）大岡信評論集『蕩児の家系』および一連の詩論
- 第8回（1970年）粟津則雄評論集『詩の空間』『詩人たち』
- 第9回（1971年）本郷隆評論集『石果集』、『岡崎清一郎詩集』
- 第10回（1972年）鷲巣繁男『定本鷲巣繁男詩集』
- 第11回（1973年）石原吉郎評論集『望郷と海』
- 第12回（1974年）渋沢孝輔詩集『われアルカディアにもあり』、高内壮介評論集『湯川秀樹論』
- 第13回（1975年）植村直己(未知の世界の探求)、山本太郎詩集『ユリシィズ』『鬼文』
- 第14回（1976年）『安東次男著作集』
- 第15回（1977年）斎藤文一評論集『宮沢賢治とその展開』、天沢退二郎　詩集『les invisibles』
- 第16回（1978年）飯島耕一『飯島耕一詩集』その他の業績、藤田昭子「出縄」その他の造形作品
- 第17回（1979年）吉増剛造詩集『熱風 a thousand steps』
- 第18回（1980年）谷口幸男『アイスランド サガ』その他の北欧古代中古文学の訳業、中桐雅夫詩集『会社の人事』
- 第19回（1981年）岩成達也詩集『中型製氷機についての連続するメモ』
- 第20回（1982年）宇佐見英治詩集『雲と天人』、高橋睦郎詩集『王国の構造』
- 第21回（1983年）白石かずこ詩集『砂族』
- 第22回（1984年）吉岡実詩集『薬玉』、菊地信義装幀の業績
- 第23回（1985年）『高橋新吉全集』
- 第24回（1986年）長谷川龍生詩集『知と愛と』、北村太郎詩集『笑いの成功』
- 第25回（1987年）辻征夫詩集『天使・蝶・白い雲などいくつかの瞑想』『かぜのひきかた』、朝吹亮二詩集『opus』
- 第26回（1988年）川田順造評論集『聲』、入沢康夫詩集『水辺逆旅歌』
- 第27回（1989年）中村真一郎評論集『蠣崎波響の生涯』、粕谷栄市詩集『悪霊』
- 第28回（1990年）埴谷雄高小説、詩、評論にわたる今日までの業績に対して
- 第29回（1991年）三浦雅士評論集『小説という植民地』、是永駿訳『芒克（マンク）詩集』
- 第30回（1992年）中村稔詩集『浮泛漂蕩』、眞鍋呉夫句集『雪女』
- 第31回（1993年）岡本太郎の全業績、『葉紀甫漢詩詞集』
- 第32回（1994年）柴田南雄の全業績
- 第33回（1995年）那珂太郎詩集『鎮魂歌』
- 第34回（1996年）清岡卓行詩集『通り過ぎる女たち』
- 第35回（1997年）池井昌樹詩集『晴夜』、高柳誠詩集『星間の採譜術』『触感の解析学』『月光の遠近法』の三部作
- 第36回（1998年）川崎洋の仕事（『日本方言詩集』『自選自作朗読CD詩集』『かがやく日本語の悪態』『大人のための教科書の歌』）
- 第37回（1999年）新川和江詩集『はたはたと頁がめくれ・・・』及びその全業績
- 第38回（2000年）辻井喬詩集『群青、わが黙示』『南冥・旅の終わり』『わたつみ・しあわせな日日』の三部作
- 第39回（2001年）清水徹評論『書物について――その形而下学と形而上学』
- 第40回（2002年）幸田弘子の朗読の業績、藤井貞和詩集『ことばのつえ、ことばのつえ』
- 第41回（2003年）『吉本隆明全詩集』、井坂洋子詩集『箱入豹』
- 第42回（2004年）安藤元雄詩集『わがノルマンディー』平出隆評伝『伊良子清白』および『伊良子清白全集』
- 第43回（2005年）安水稔和詩集『蟹場（がにば）まで』に至る菅江真澄に関する営為、三木卓 評伝『北原白秋』
- 第44回（2006年）井川博年詩集『幸福』、高橋英夫文芸評論『時空蒼茫』
- 第45回（2007年）『岡井隆全歌集』
- 第46回（2008年）北川透評論集『中原中也論集成』
- 第47回（2009年）鈴村和成『ランボーとアフリカの８枚の写真』など一連の紀行
- 第48回（2010年）相沢正一郎詩集『テーブルの上のひつじ雲／テーブルの下のミルクティーという名の犬』、高貝弘也詩集『露光』
- 第49回（2011年）福間健二詩集『青い家』 特別賞：毛利衛、山中勉『宇宙連詩』プロジェクト
- 第50回（2012年）野村喜和夫詩集『ヌードな日』『難解な自転車』、英訳詩集『スペクタクルそして豚小屋』
- 第51回（2013年）新藤凉子・河津聖恵・三角みづ紀連詩集『連詩 悪母島の魔術師』
- 第52回（2014年）高橋順子詩集『海へ』
- 第53回（2015年）福島県川内村村民
- 第54回（2016年）石田瑞穂詩集『耳の笹舟』、岩佐なをの銅版画家・詩人としての全業績に対して
- 第55回（2017年）倉橋健一詩集『失せる故郷』、黒岩隆詩集『青蚊帳』
- 第56回（2018年）岩木誠一郎詩集『余白の夜』、福田拓也詩集『倭人伝断片』『惑星のハウスダスト』
- 第57回（2019年）岩阪恵子詩集『鳩の時間』、以倉紘平詩集『遠い蛍』
- 第58回（2020年）細見和之詩集『ほとぼりが冷めるまで』、岡田幸文詩集『そして君と歩いていく』と詩の編集者としての全業績に対して
- 第59回（2021年）小田久郎
- 第60回（2022年）峯澤典子詩集『微熱期』
- 第61回（2023年）大木潤子詩集『遠い庭』
- 第62回（2024年）望月遊馬詩集『白くぬれた庭に充てる手紙』